# Älgå kyrka
Älgå kyrka är en kyrkobyggnad som hör till Älgå-Glava församling i Karlstads stift. Kyrkan ligger vid sjön Glafsfjordens nordvästra strand nära Älgåälvens utlopp.

## Kyrkobyggnaden

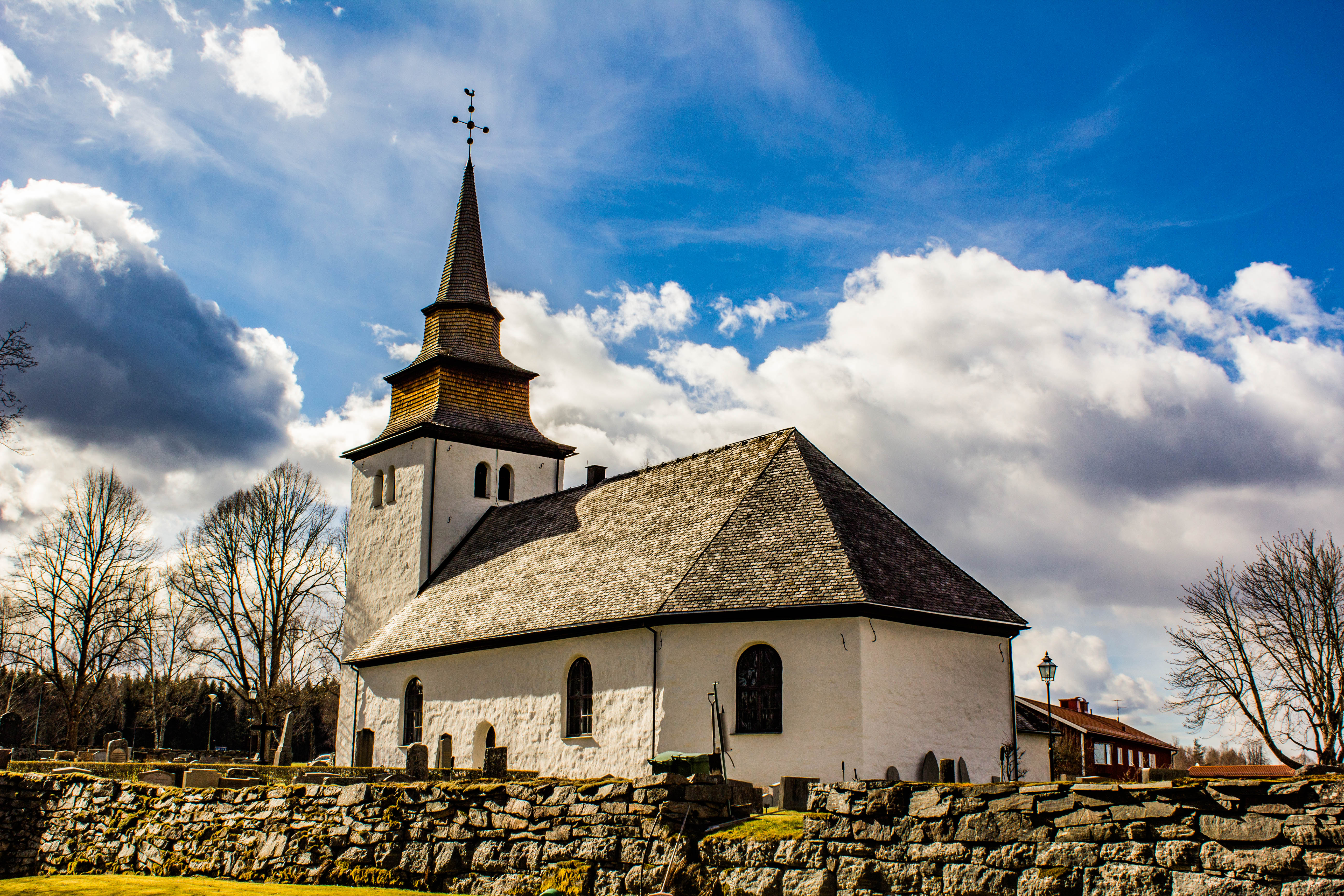
Kyrkan från söder.

Nuvarande stenkyrka i barockstil färdigställdes 1726 och är en av de bäst bevarade i Värmland. Kyrkan har en stomme av natursten och består av rektangulärt långhus med tresidigt avslutat kor i öster. Norr om koret finns en vidbyggd sakristia. Vid långhusets västra kortsida finns ett kyrktorn. Ytterväggarna är vitputsade och genombryts av rundbågiga fönsteröppningar. Långhuset täcks av ett brant, skiffertäckt sadeltak som är valmat över koret. Kyrktornets tak består av tre, spånklädda avsatser. Huvudingången går via vapenhuset i tornets bottenvåning. Ytterligare ingångar finns mitt på södra långsidan och vid sakristians västra sida. Kyrkorummet täcks av ett trätunnvalv med profilerad taklist. Kor och mittgång är belagda med skiffer.

### Föregående kyrka
Föregående kyrka var en träkyrka av sannolikt medeltida ursprung. Enligt traditionen låg kyrkan på en kulle något sydväst om nuvarande kyrka. 1340 omnämns Älgå socken för första gången i skriftliga källor. Anläggandet av Älgå järnbruk 1695 bidrog till en kraftig befolkningsökning och behov av en större kyrka.

### Nuvarande kyrkas tillkomst och ombyggnader
Nuvarande kyrka uppfördes i sin helhet åren 1724-1726. Vid kyrkbygget hade man dåliga grundförhållanden och lade därför ut en flotte av massiva timmerstockar direkt på leran. Ovanpå timmerstockarna lät man bygga upp stenkyrkan. Med tiden har timmerbädden sjunkit något varpå sprickor har uppkommit i kyrkans murar. Koret ligger numera en halv meter lägre än vapenhuset. Fönstren fick sin nuvarande form på 1790-talet. På 1810-talet och 1820-talet genomfördes arbeten med kyrkgolvet och långhusets tak belades med skiffer. Vid mitten av 1950-talet genomfördes en invändig renovering efter förslag av arkitekt Einar Lundberg då innerväggarna putsades om och kalkades. Samtidigt tillkom bänkinredning, nytt värmesystem och ny belysning. År 2000 renoverades hela skiffertaket och den spånklädda tornspiran tjärades. Ytterväggarna putsades om och målades vita. Trots 1900-talets återkommande restaureringar har kyrkan bevarats i tämligen ursprungligt skick invändigt såväl som utvändigt.

## Inventarier
- Dopfunten från 1200-talet är av täljsten och har ett centralt uttömningshål. Cuppan är fyrsidigt rundad och dess enda dekoration är en repstav vid cuppans övre rand.
- Ett triumfkrucifix av ek är från omkring år 1300. Ursprungliga korset är förlorat och ersatt av ett nytt. Kristusfigurens högra arm är borta och vänstra armen är avbruten. All färg är borta och ansiktet har vandaliserats med eggverktyg. Utan kors är krucifixet 1,21 meter högt.
- En madonnabild är från 1300-talets andra hälft. Maria har förlorat höger underarm och fått ansiktet skadat. Barnets huvud och armar är förlorade.
- Altaruppsatsen tillverkades 1758 av bildhuggaren Isak Schullström.
- Predikstolen från 1742 är uppsatt och målad av Olof Brattstén, Filipstad. Troligen har han även snidat predikstolen. På predikstolens åttakantiga korg finns figurer föreställande Kristus och de fyra evangelisterna. Ovanför hänger ett ljudtak snidat av Isak Schullström.
- En altartavla är från 1643.
- I tornet hänger två kyrkklockor. Storklockan är från 1739 medan lillklockan är från 1729.

## Orgel
- 1927 byggdes en orgeln av Gebrüder Rieger i Jägerndorf i Tjeckoslovakien med 10 stämmor.
- Den nuvarande orgeln är tillverkad 1970 av Grönlunds orgelbyggeri, Gammelstad och är mekanisk.

| Huvudverk I   | Bröstverk II  | Pedal            | Koppel |
| Rörflöjt 8’   | Gedackt 8’    | Subbas 16’       | I/P    |
| Princial 4’   | Rörflöjt 4’   | Gedacktpommer 8’ | II/P   |
| Spetsflöjt 4’ | Principal 2’  | Oktava 4'        | II/I   |
| Gemshorn 2’   | Nasat 1 1⁄3’  |                  |        |
| Mixtur 3 chor | Cymbel 2 chor |                  |        |
|               | Tremulant     |                  |        |

## Bilder

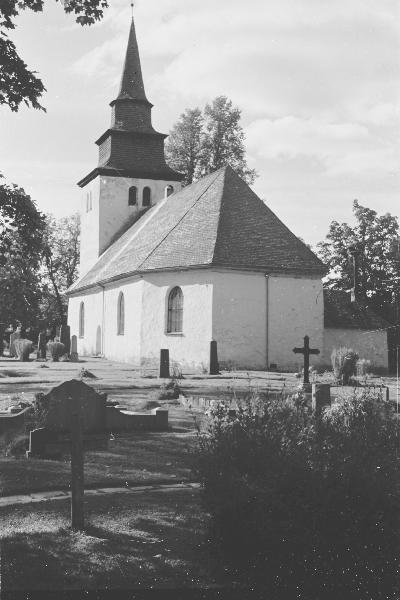
Kyrkan från sydöst okänt årtal.
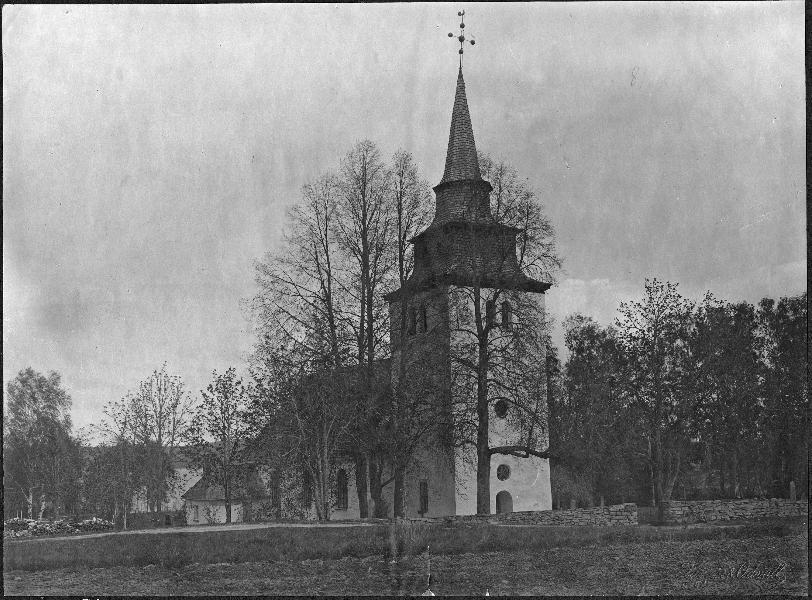
Kyrkan från nordväst okänt årtal.
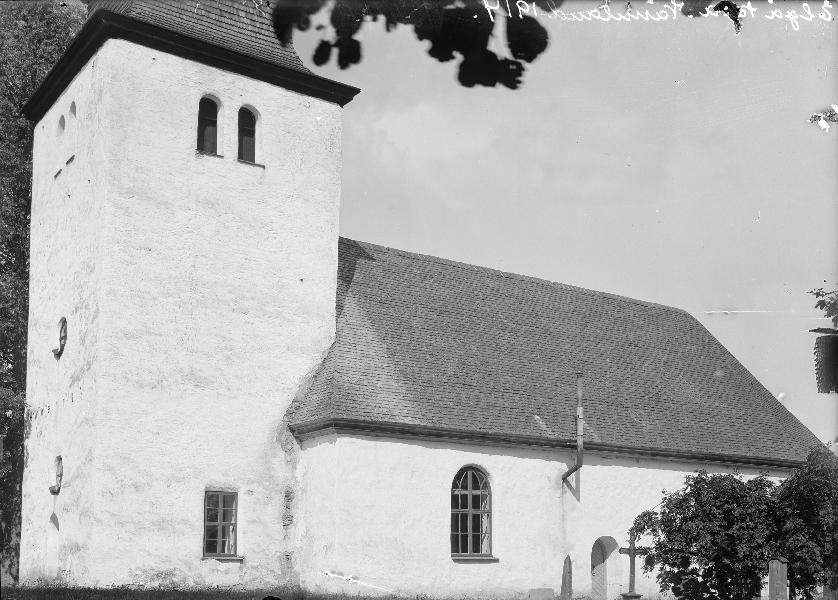
Kyrkan från sydväst 1919.
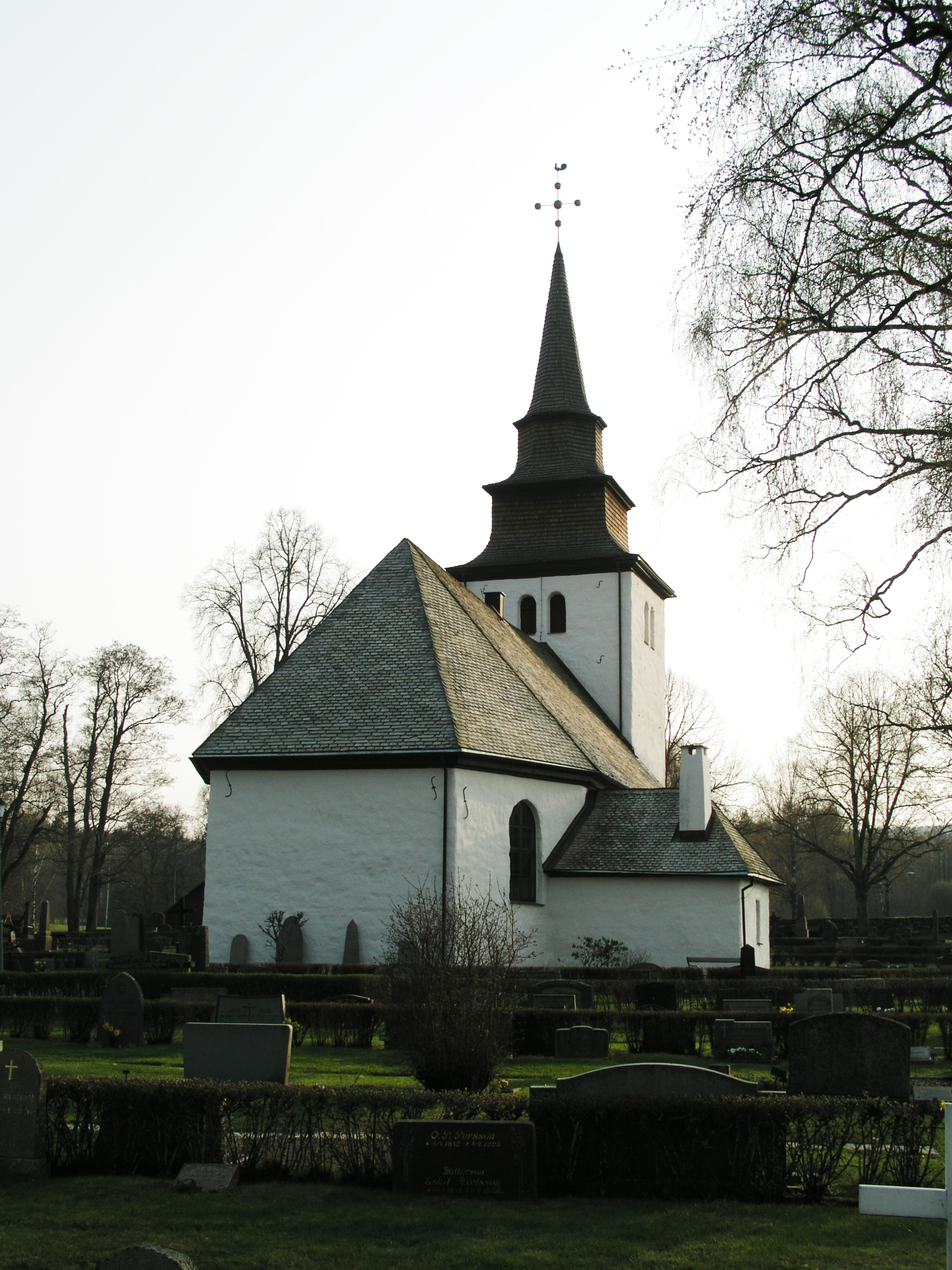
Kyrkan från sydöst.
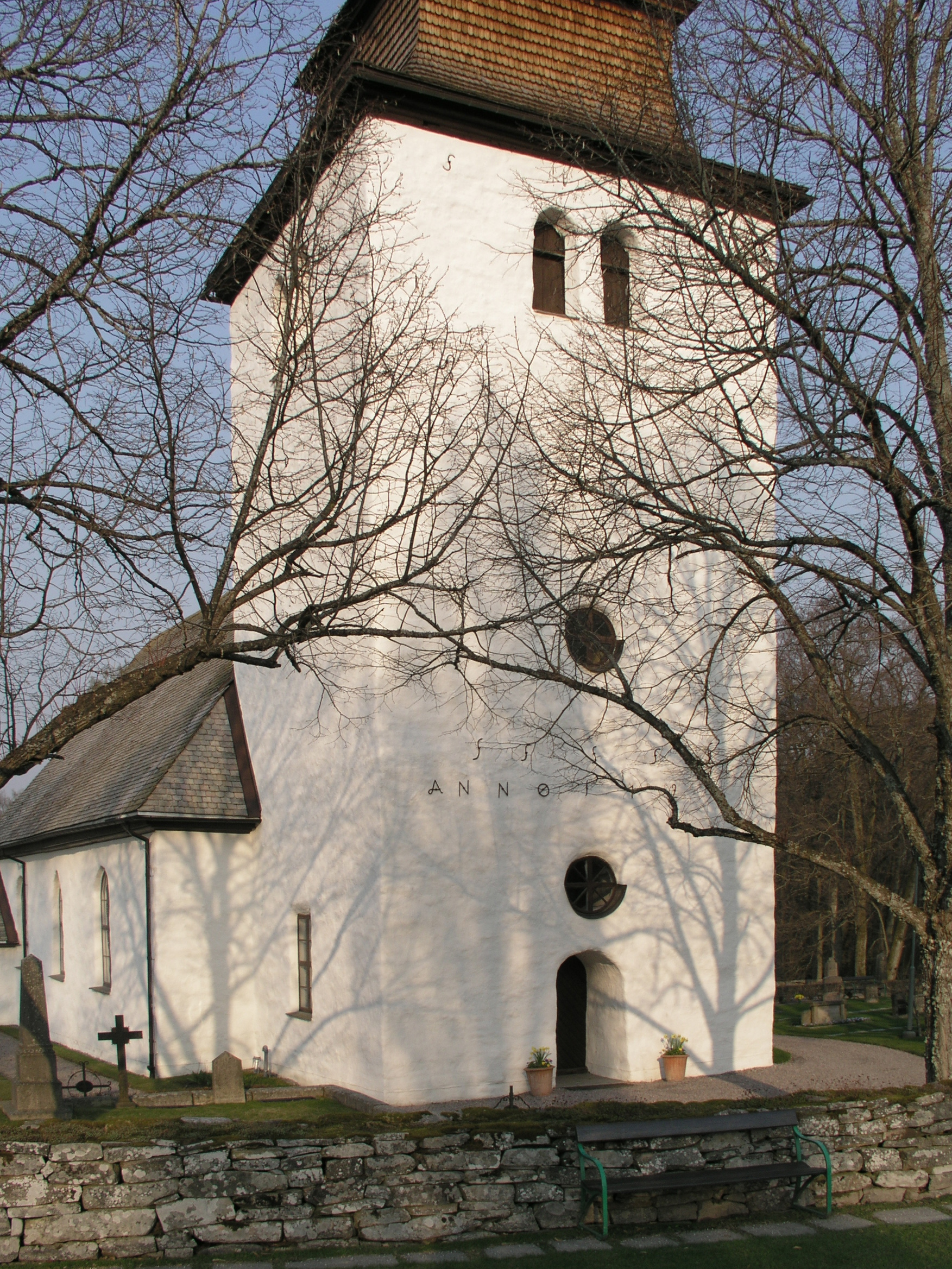
Kyrkan från väst.
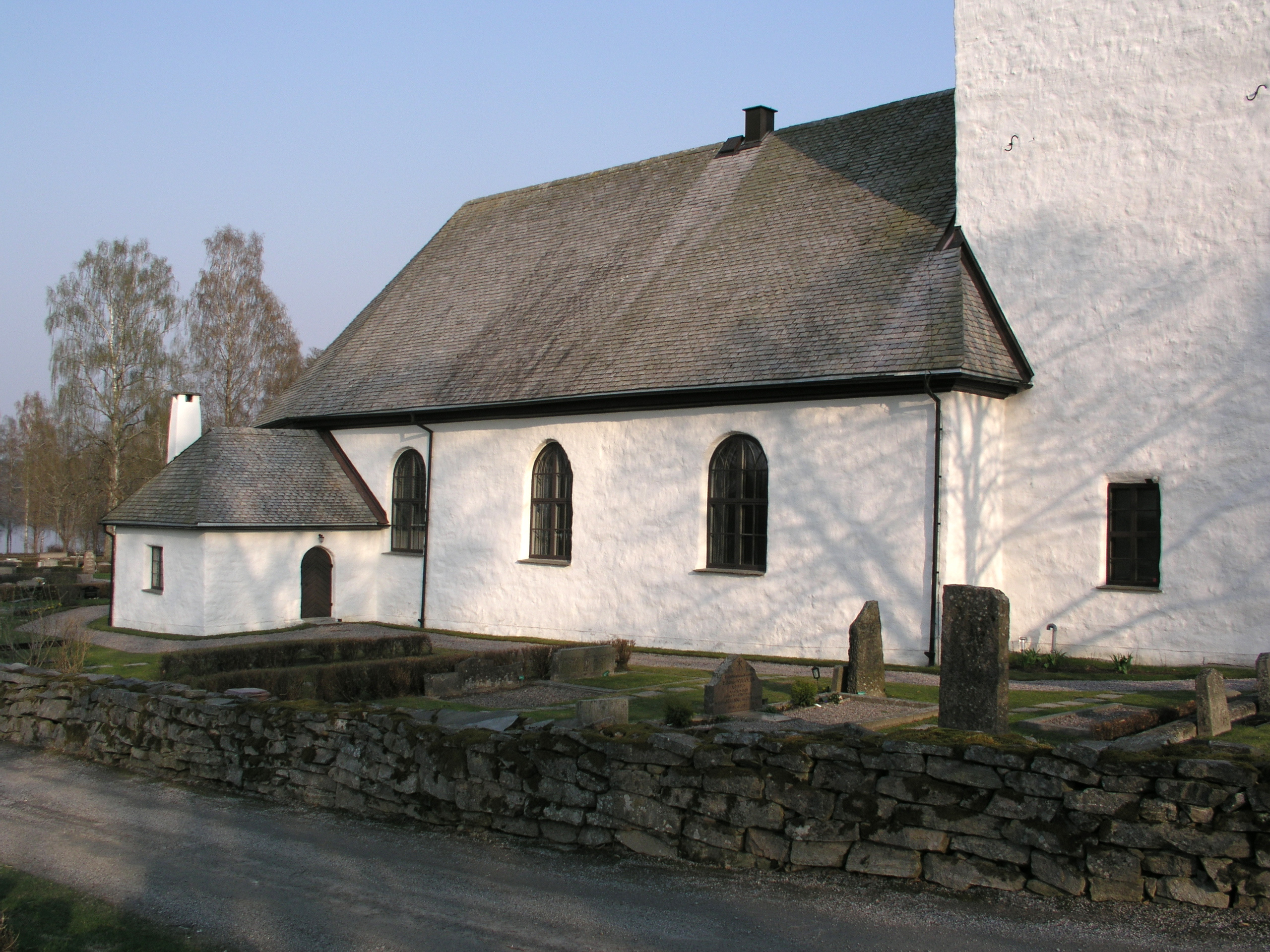
Kyrkan från nordväst
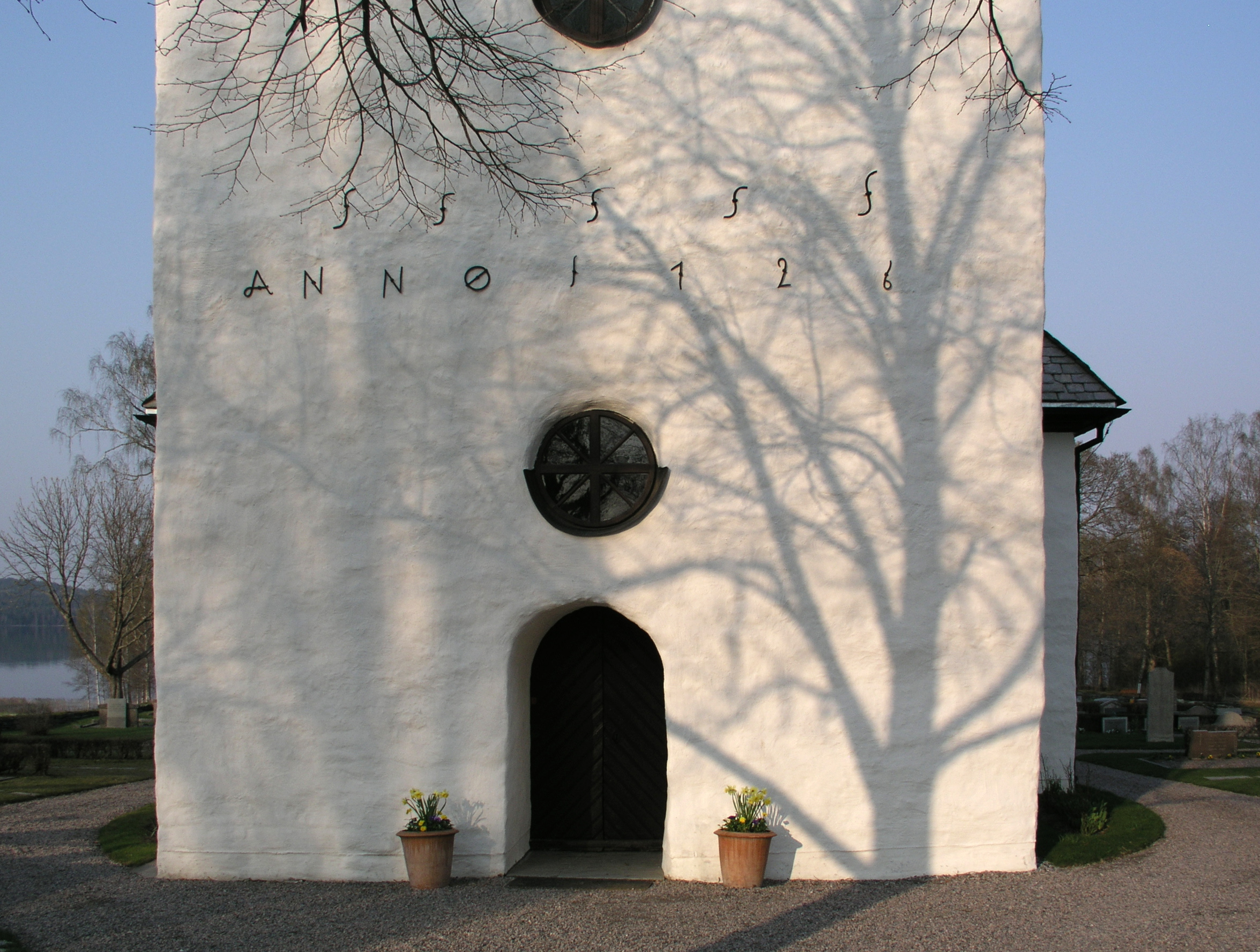
Ingången.
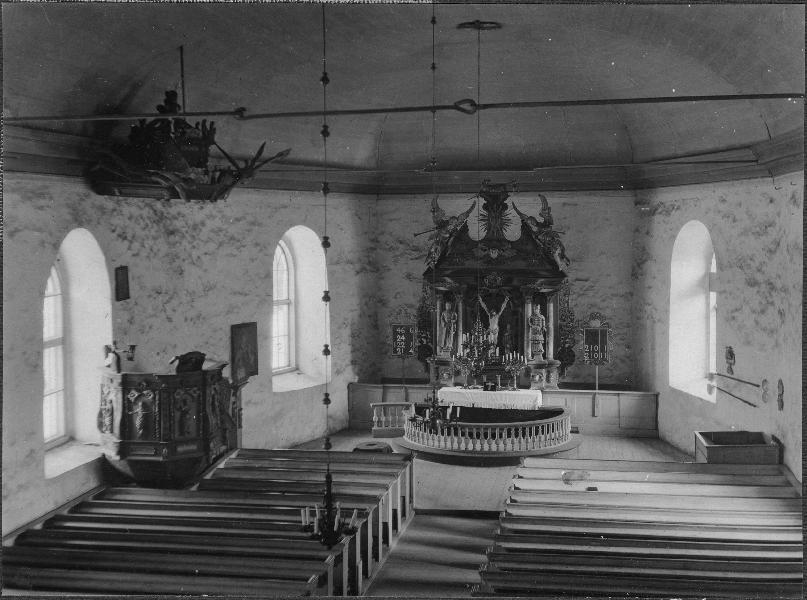
Interiören 1913.
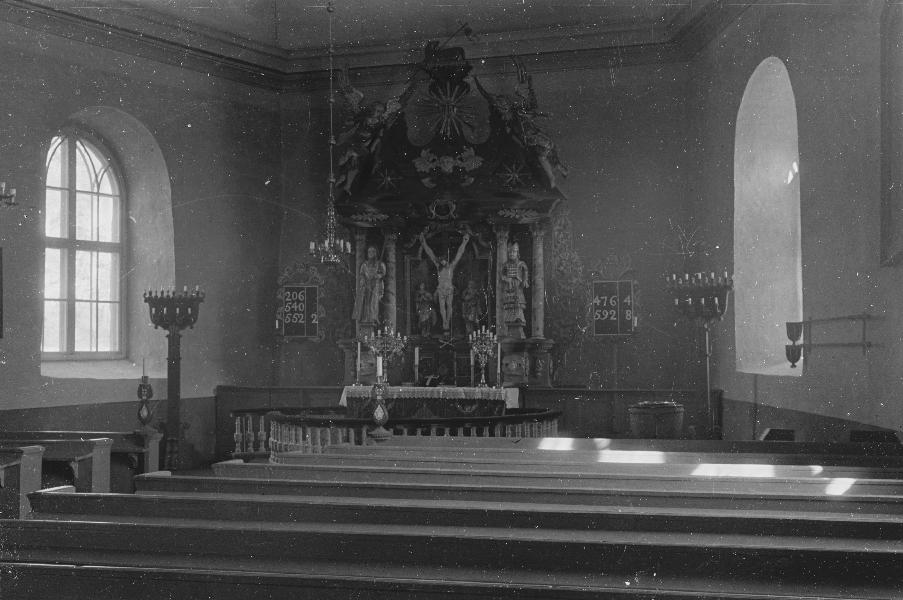
Interiör okänt årtal.
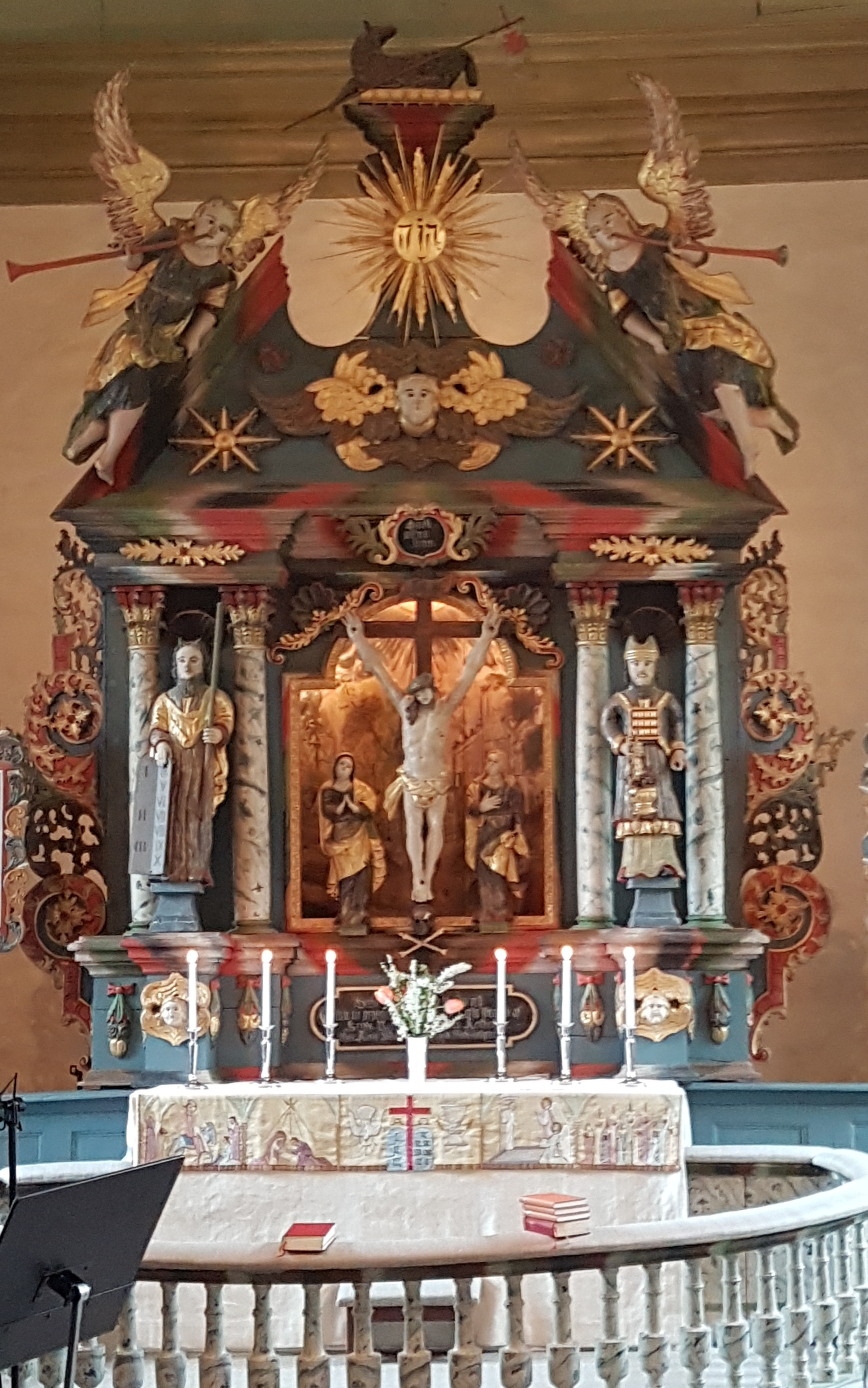
Altaruppsatsen från 1758 med altartavlan från 1643.
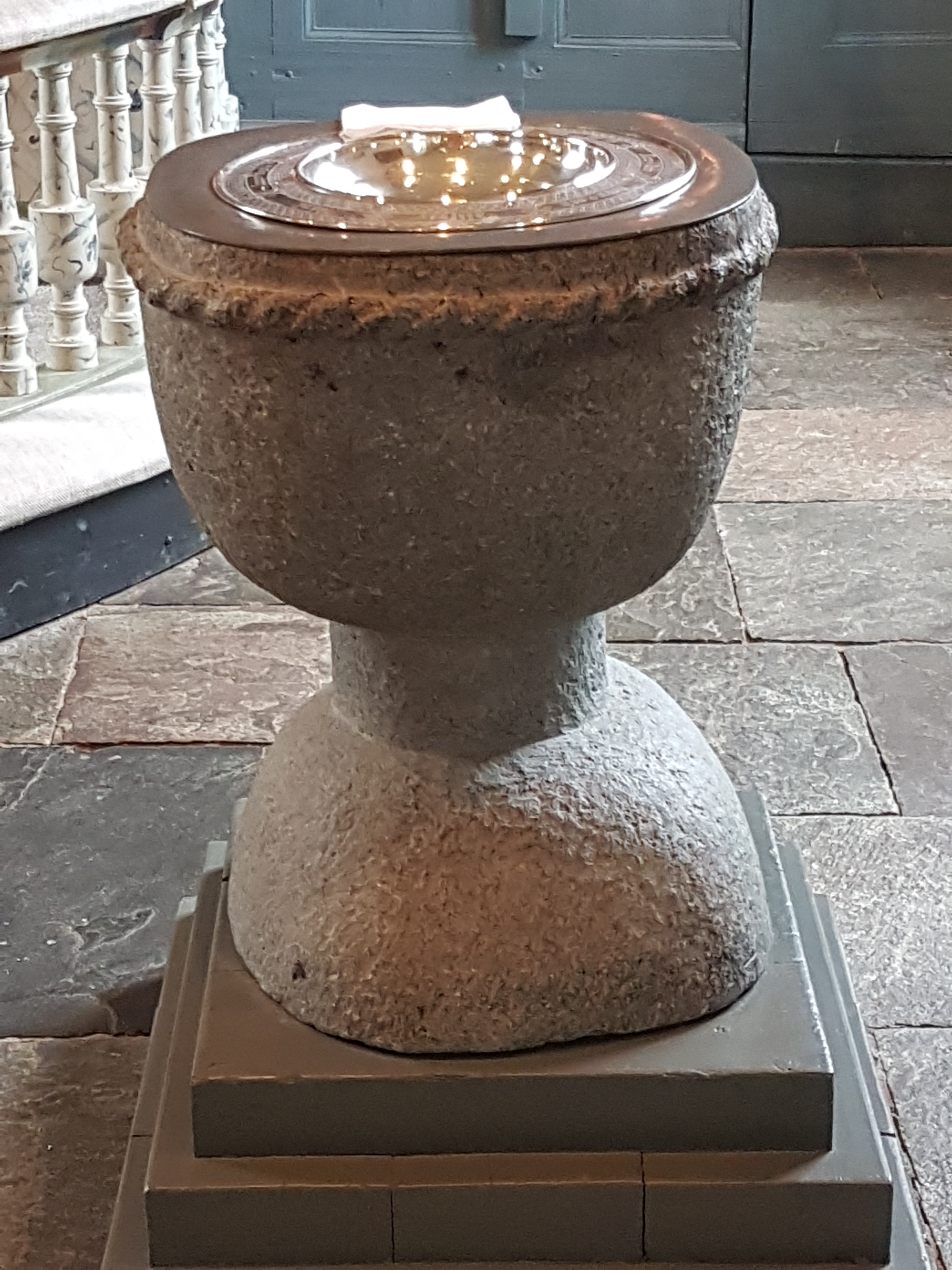
Dopfunten från 1200-talet.
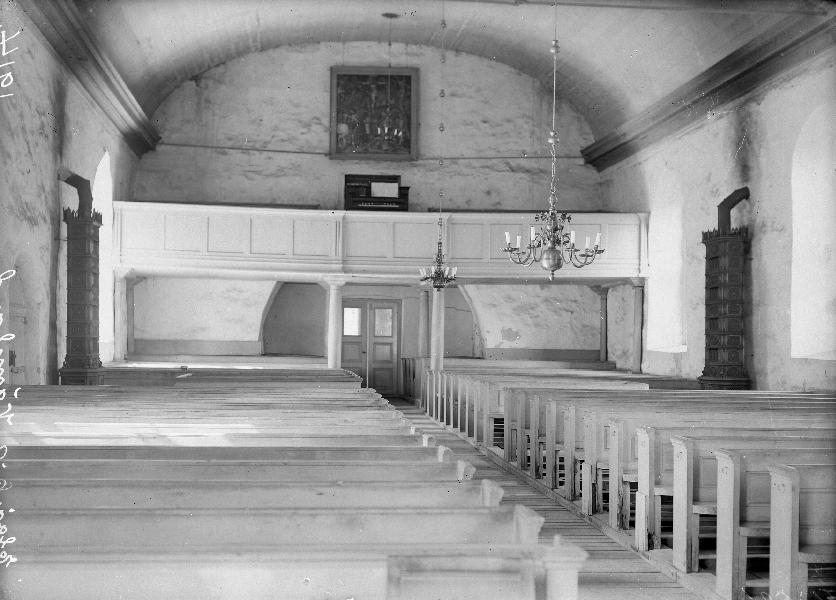
Interiör okänt årtal.